# Liga de Básquetbol Estatal de Chihuahua 2025
La Liga de Básquetbol Estatal de Chihuahua 2025 se refiere al certamen de la Liga Estatal de Básquetbol de Chihuahua que se celebrará en 2025.
Por motivos de esponsorización, la liga se le conoce también como Liga Mexbet LBE.
La temporada 2025 contará con la participación de nueve equipos, para este año, Faraones de Nuevo Casas Grandes y Soles de Ojinaga  así como Mineros de Parral  regresan al circuito .

## Sistema de competición
Se sigue un sistema de liga, los nueve equipos se enfrentarán todos contra todos, descansando un equipo por jornada.

## Equipos
| Liga de Básquetbol Estatal de Chihuahua 2025 |                                |                                        |
| Equipo                                       | Ciudad                         | Gimnasio                               |
| Apaches de Chihuahua                         | Chihuahua, Chihuahua           | Gimnasio Rodrigo M. Quevedo            |
| Dorados de Chihuahua                         | Chihuahua, Chihuahua           | Gimnasio Manuel Bernardo Aguirre       |
| Faraones de Nuevo Casas Grandes              | Nuevo Casas Grandes, Chihuahua | Gimnasio Municipal José Luis Arroyos   |
| Indios de Ciudad Juárez                      | Ciudad Juárez, Chihuahua       | Gimnasio Municipal Josué “Neri” Santos |
| Indomables de Ciudad Juárez                  | Ciudad Juárez, Chihuahua       | Gimnasio Municipal Josué “Neri” Santos |
| Mineros de Parral                            | Parral, Chihuahua              | Auditorio Municipal Parral             |
| Pioneros de Delicias                         | Delicias, Chihuahua            | Gimnasio Municipal de Delicias         |
| Soles de Ojinaga                             | Ojinaga, Chihuahua             | Poliforo Municipal Ojinaga             |
| Toros Laguna                                 | Torreón, Coahuila              | Auditorio Municipal Torreón            |

## Temporada 2025

### Resultados
| Faraones   | 85-122        | Pioneros | José Luis Arroyos       | 17 de enero | 20:00 |
| Dorados    | 111-121       | Indios   | Manuel Bernardo Aguirre | 17 de enero | 20:00 |
| Indomables | 122-127 (2OT) | Apaches  | Josué “Neri” Santos     | 17 de enero | 21:00 |
| Toros      | 113-101       | Soles    | Auditorio Torreón       | 19 de enero | 17:00 |

| Apaches  | 102-82  | Mineros    | Rodrigo M. Quevedo | 18 de enero | 19:00 |
| Faraones | 94-125  | Dorados    | José Luis Arroyos  | 18 de enero | 20:00 |
| Soles    | 99-93   | Indomables | Poliforo Ojinaga   | 18 de enero | 20:00 |
| Pioneros | 108-105 | Toros      | Municipal Delicias | 18 de enero | 20:30 |

| Mineros    | 86-102  | Indios   | Municipal Parral        | 22 de enero | 20:00 |
| Apaches    | 105-80  | Soles    | Rodrigo M. Quevedo      | 22 de enero | 20:00 |
| Dorados    | 104-100 | Toros    | Manuel Bernardo Aguirre | 22 de enero | 20:00 |
| Indomables | 105-108 | Pioneros | Josué "Neri" Santos     | 22 de enero | 20:00 |

| Soles    | 117-110 | Mineros    | Poliforo Ojinaga        | 24 de enero | 20:00 |
| Faraones | 75-116  | Indios     | José Luis Arroyos       | 24 de enero | 20:00 |
| Dorados  | 97-93   | Indomables | Manuel Bernardo Aguirre | 24 de enero | 20:00 |
| Pioneros | 102-109 | Apaches    | Municipal Delicias      | 24 de enero | 20:30 |

| Apaches    | 113-111 | Dorados  | Rodrigo M. Quevedo  | 25 de enero | 19:00 |
| Mineros    | 101-98  | Faraones | Municipal Parral    | 25 de enero | 20:00 |
| Soles      | 88-86   | Pioneros | Poliforo Ojinaga    | 25 de enero | 20:00 |
| Indomables | 101-108 | Toros    | Josué "Neri" Santos | 25 de enero | 20:00 |

| Faraones   | 96-111 | Toros   | José Luis Arroyos       | 29 de enero | 20:00 |
| Dorados    | 113-95 | Soles   | Manuel Bernardo Aguirre | 29 de enero | 20:00 |
| Indomables | 87-95  | Indios  | Josué "Neri" Santos     | 29 de enero | 20:00 |
| Pioneros   | 122-95 | Mineros | Municipal Delicias      | 29 de enero | 20:30 |

| Indios   | 91-108  | Apaches    | Colegio de Bachilleres | 31 de enero | 18:30 |
| Mineros  | 80-102  | Toros      | Municipal Parral       | 31 de enero | 20:00 |
| Faraones | 104-112 | Indomables | José Luis Arroyos      | 31 de enero | 20:00 |
| Pioneros | 110-108 | Dorados    | Municipal Delicias     | 31 de enero | 20:30 |

| Indios     | 100-96 | Toros    | Colegio de Bachilleres  | 26 de enero   | 18:00 |
| Dorados    | 122-97 | Mineros  | Manuel Bernardo Aguirre | 1 de febrero  | 18:00 |
| Apaches    | 121-99 | Faraones | Rodrigo M. Quevedo      | 1 de febrero  | 20:00 |
| Indomables | 109-98 | Soles    | Josué "Neri" Santos     | 12 de febrero | 20:00 |

| Mineros  | 77-96   | Indomables | Municipal Parral   | 6 de febrero | 20:00 |
| Faraones | 95-114  | Soles      | José Luis Arroyos  | 6 de febrero | 20:00 |
| Pioneros | 105-100 | Indios     | Municipal Delicias | 6 de febrero | 20:30 |
| Toros    | 106-105 | Apaches    | Auditorio Torreón  | 8 de febrero | 19:00 |

| Indios   | 110-103 | Dorados    | Colegio de Bachilleres | 7 de febrero | 19:30 |
| Apaches  | 99-92   | Indomables | Rodrigo M. Quevedo     | 7 de febrero | 20:00 |
| Soles    | 120-114 | Toros      | Poliforo Ojinaga       | 7 de febrero | 20:00 |
| Pioneros | 147-104 | Faraones   | Municipal Delicias     | 7 de febrero | 20:30 |

| Indios  | 107-91  | Soles    | Colegio de Bachilleres  | 1 de febrero  | 20:00 |
| Mineros | 105-106 | Apaches  | Municipal Parral        | 12 de febrero | 20:00 |
| Dorados | 123-93  | Faraones | Manuel Bernardo Aguirre | 12 de febrero | 20:00 |
| Toros   | 108-109 | Pioneros | Auditorio Torreón       | 12 de febrero | 20:00 |

| Indios   | 107-70  | Mineros    | Colegio de Bachilleres | 14 de febrero | 18:30 |
| Soles    | 100-112 | Apaches    | Poliforo Ojinaga       | 14 de febrero | 20:00 |
| Toros    | 107-127 | Dorados    | Auditorio Torreón      | 14 de febrero | 20:00 |
| Pioneros | 76-80   | Indomables | Municipal Delicias     | 14 de febrero | 20:30 |

| Apaches    | 111-92  | Pioneros | Rodrigo M. Quevedo     | 15 de febrero | 19:00 |
| Mineros    | 104-102 | Soles    | Municipal Parral       | 15 de febrero | 20:00 |
| Indios     | 146-88  | Faraones | Colegio de Bachilleres | 15 de febrero | 20:00 |
| Indomables | -       | Dorados  | Josué "Neri" Santos    |               |       |

| Dorados  | 128-109 | Apaches | Manuel Bernardo Aguirre | 11 de febrero | 20:00 |
| Faraones | 117-101 | Mineros | José Luis Arroyos       | 21 de febrero | 20:00 |
| Toros    | 106-100 | Indios  | Auditorio Torreón       | 21 de febrero | 20:00 |
| Pioneros | 113-98  | Soles   | Municipal Delicias      | 21 de febrero | 20:30 |

| Mineros    | 99-110 | Pioneros   | Municipal Parral       | 22 de febrero | 20:00 |
| Indios     | 98-89  | Indomables | Colegio de Bachilleres | 23 de febrero | 18:00 |
| Toros      | 126-94 | Faraones   | Auditorio Torreón      | 23 de febrero | 18:00 |
| Indomables | 20-0   | Dorados    | Poliforo Ojinaga       | 3 de marzo    | 20:00 |

| Toros      | 106-98  | Mineros  | Auditorio Torreón       | 26 de febrero | 19:00 |
| Dorados    | 129-116 | Pioneros | Manuel Bernardo Aguirre | 26 de febrero | 20:00 |
| Apaches    | 99-92   | Indios   | Rodrigo M. Quevedo      | 26 de febrero | 20:00 |
| Indomables | 93-91   | Faraones | Josué "Neri" Santos     | 26 de febrero | 20:30 |

| Mineros  | 117-129 | Dorados    | Municipal Parral  | 28 de febrero | 20:00 |
| Toros    | 93-96   | Indomables | Auditorio Torreón | 28 de febrero | 20:00 |
| Soles    | 98-109  | Indios     | Poliforo Ojinaga  | 28 de febrero | 20:00 |
| Faraones | 92-109  | Apaches    | José Luis Arroyos | 28 de febrero | 20:30 |

| Soles      | 123-93  | Faraones | Poliforo Ojinaga       | 19 de febrero | 20:00 |
| Indomables | 84-68   | Mineros  | Josué "Neri" Santos    | 1 de marzo    | 19:00 |
| Apaches    | 122-100 | Toros    | Rodrigo M. Quevedo     | 1 de marzo    | 20:00 |
| Indios     | 112-92  | Pioneros | Colegio de Bachilleres | 1 de marzo    | 20:30 |

### Clasificación
| #                                                                         | Equipo                          | JJ | JG | JP | JD | PF   | PC   | DIF  | PTOS |
| ------------------------------------------------------------------------- | ------------------------------- | -- | -- | -- | -- | ---- | ---- | ---- | ---- |
| 1                                                                         | Apaches de Chihuahua            | 16 | 14 | 2  | 0  | 1757 | 1594 | 163  | 30   |
| 2                                                                         | Indios de Ciudad Juárez         | 16 | 12 | 4  | 0  | 1706 | 1504 | 202  | 28   |
| 3                                                                         | Dorados de Chihuahua            | 16 | 11 | 4  | 1  | 1736 | 1584 | 152  | 26   |
| 4                                                                         | Pioneros de Delicias            | 16 | 10 | 6  | 0  | 1718 | 1636 | 82   | 26   |
| 5                                                                         | Toros Laguna                    | 16 | 8  | 8  | 0  | 1701 | 1661 | 40   | 24   |
| 6                                                                         | Indomables de Ciudad Juárez     | 16 | 8  | 8  | 0  | 1472 | 1438 | 34   | 24   |
| 7                                                                         | Soles de Ojinaga                | 16 | 6  | 10 | 0  | 1613 | 1682 | -69  | 22   |
| 8                                                                         | Mineros de Parral               | 16 | 2  | 14 | 0  | 1490 | 1722 | -232 | 18   |
| 9                                                                         | Faraones de Nuevo Casas Grandes | 16 | 1  | 15 | 0  | 1518 | 1890 | -372 | 17   |
| Fuente: Liga de Básquetbol Estatal de Chihuahua; actualización automática |                                 |    |    |    |    |      |      |      |      |

- Clasificado a Playoffs.
- Actualizada al 3 de marzo de 2025.[3]

### Líderes

#### Puntos
| Jugador                         | Equipo                          | Promedio |
| ------------------------------- | ------------------------------- | -------- |
| Tyrone Jones                    | Faraones de Nuevo Casas Grandes | 30.7     |
| Tyrone White                    | Pioneros de Delicias            | 23.8     |
| Michael Alexander Justice Smith | Dorados de Chihuahua            | 23.3     |

#### Rebotes
| Jugador                  | Equipo                      | Promedio |
| ------------------------ | --------------------------- | -------- |
| Deion Maurice McClenton  | Pioneros de Delicias        | 11.6     |
| Jeffrey Curtis Ayres     | Indomables de Ciudad Juárez | 11.2     |
| Eric Garcia Thompson Jr. | Indios de Ciudad Juárez     | 10.5     |

#### Asistencias
| Jugador                 | Equipo                  | Promedio |
| ----------------------- | ----------------------- | -------- |
| Jerime Anthony Anderson | Toros Laguna            | 7.6      |
| Jamari Antione Wheeler  | Apaches de Chihuahua    | 5.5      |
| Alahjan Jamal Banks     | Indios de Ciudad Juárez | 4.8      |

#### Bloqueos
| Jugador                | Equipo                          | Promedio |
| ---------------------- | ------------------------------- | -------- |
| Makhi Mitchell         | Apaches de Chihuahua            | 2.0      |
| Brahin Riley Jr        | Faraones de Nuevo Casas Grandes | 1.8      |
| Raphiael Rashad Putney | Pioneros de Delicias            | 1.7      |

 =  Cuenta con nacionalidad mexicana. 
- Fuente: Líderes

### Playoffs

#### Cuartos de final

##### (1)Apaches de Chihuahuavs. (6)Indomables de Ciudad Juárez
| 7 de marzo | Apaches de Chihuahua                                                       | 123–89                                | Indomables de Ciudad Juárez                                            | Chihuahua, Chihuahua                  |  |
| 20:00      | Parciales: 27-29, 31-18, 35-22, 30-20                                      | Parciales: 27-29, 31-18, 35-22, 30-20 | Parciales: 27-29, 31-18, 35-22, 30-20                                  |                                       |  |
|            | Estadísticas Karim Rodríguez (30) Makhi Mitchell (19) Karim Rodríguez (11) | Reporte Pts Reb Asts                  | Estadísticas (28) Idris Alvarado (12) Jeffrey Ayres (5) Idris Alvarado | Pabellón: Gimnasio Rodrigo M. Quevedo |  |

| 8 de marzo | Apaches de Chihuahua                                                     | 103–94                                | Indomables de Ciudad Juárez                                            | Chihuahua, Chihuahua                  |  |
| 19:00      | Parciales: 30-21, 25-30, 25-24, 23-19                                    | Parciales: 30-21, 25-30, 25-24, 23-19 | Parciales: 30-21, 25-30, 25-24, 23-19                                  |                                       |  |
|            | Estadísticas Makhi Mitchell (28) Makhi Mitchell (12) Karim Rodríguez (7) | Reporte Pts Reb Asts                  | Estadísticas (33) Gabriel Vázquez (14) Jeffrey Ayres (6) Jeffrey Ayres | Pabellón: Gimnasio Rodrigo M. Quevedo |  |

| 14 de marzo | Indomables de Ciudad Juárez                                           | 99–114                                | Apaches de Chihuahua                                                               | Cd. Juárez, Chihuahua                            |  |
| 20:00       | Parciales: 27-24, 25-37, 24-29, 23-24                                 | Parciales: 27-24, 25-37, 24-29, 23-24 | Parciales: 27-24, 25-37, 24-29, 23-24                                              |                                                  |  |
|             | Estadísticas Idris Alvarado (26) Jeffrey Ayres (8) Idris Alvarado (6) | Reporte Pts Reb Asts                  | Estadísticas (23) K. Rodríguez, M.Mitchell (15) Makhi Mitchell (7) Karim Rodríguez | Pabellón: Gimnasio Municipal Josué “Neri” Santos |  |

##### (2)Indios de Ciudad Juárezvs. (5)Toros Laguna
| 6 de marzo | Indios de Ciudad Juárez                                                     | 93–101                                | Toros Laguna                                                             | Cd. Juárez, Chihuahua             |  |
| 19:30      | Parciales: 24-29, 27-25, 21-32, 21-15                                       | Parciales: 24-29, 27-25, 21-32, 21-15 | Parciales: 24-29, 27-25, 21-32, 21-15                                    |                                   |  |
|            | Estadísticas R. Suárez. F. Benitez (16) Carlos Zesati (7) Ramsés Suárez (8) | Reporte Pts Reb Asts                  | Estadísticas (25) Gerard De Vaughn (15) J. J. Avila (11) Jerime Anderson | Pabellón: Gimnasio de Bachilleres |  |

| 7 de marzo | Indios de Ciudad Juárez                                           | 113–64                                | Toros Laguna                                                                 | Cd. Juárez, Chihuahua             |  |
| 19:30      | Parciales: 23-19, 35-14, 33-14, 22-17                             | Parciales: 23-19, 35-14, 33-14, 22-17 | Parciales: 23-19, 35-14, 33-14, 22-17                                        |                                   |  |
|            | Estadísticas Davin Nuno (27) Eric Thompson (12) Ramsés Suárez (8) | Reporte Pts Reb Asts                  | Estadísticas (19) Gerard De Vaughn (10) Gerard De Vaughn (5) Jerime Anderson | Pabellón: Gimnasio de Bachilleres |  |

| 13 de marzo | Toros Laguna                                                         | 94–83                                 | Indios de Ciudad Juárez                                      | Torreón, Coahuila                     |  |
| 20:00       | Parciales: 21-34, 26-19, 23-20, 24-10                                | Parciales: 21-34, 26-19, 23-20, 24-10 | Parciales: 21-34, 26-19, 23-20, 24-10                        |                                       |  |
|             | Estadísticas Justin Bibbs (33) Justin Bibbs (9) Jerime Anderson (10) | Reporte Pts Reb Asts                  | Estadísticas (30) Davin Nuno (12) Eric García (4) Davin Nuno | Pabellón: Auditorio Municipal Torreón |  |

| 15 de marzo | Toros Laguna                                                            | 97–91                                 | Indios de Ciudad Juárez                                            | Torreón, Coahuila                     |  |
| 19:00       | Parciales: 18-18, 24-26, 28-23, 27-24                                   | Parciales: 18-18, 24-26, 28-23, 27-24 | Parciales: 18-18, 24-26, 28-23, 27-24                              |                                       |  |
|             | Estadísticas Justin Bibbs (30) Gerard De Vaughn (7) Jerime Anderson (8) | Reporte Pts Reb Asts                  | Estadísticas (25) Alahjan Banks (18) Eric García (5) Ramsés Suárez | Pabellón: Auditorio Municipal Torreón |  |

##### (3)Dorados de Chihuahuavs. (4)Pioneros de Delicias
| 7 de marzo | Dorados de Chihuahua                                                   | 114–86                                | Pioneros de Delicias                                                    | Chihuahua, Chihuahua   |  |
| 20:00      | Parciales: 36-17, 24-26, 32-27, 22-16                                  | Parciales: 36-17, 24-26, 32-27, 22-16 | Parciales: 36-17, 24-26, 32-27, 22-16                                   |                        |  |
|            | Estadísticas Michael Smith (26) Charles Mitchell (8) Jaron Martin (12) | Reporte Pts Reb Asts                  | Estadísticas (17) Alejandro Reyna (11) Deion McClenton (5) Tyrone White | Pabellón: Gimnasio MBA |  |

| 9 de marzo | Dorados de Chihuahua                                                       | 95–89                                 | Pioneros de Delicias                                                 | Chihuahua, Chihuahua   |  |
| 17:00      | Parciales: 27-28, 29-21, 23-24, 16-16                                      | Parciales: 27-28, 29-21, 23-24, 16-16 | Parciales: 27-28, 29-21, 23-24, 16-16                                |                        |  |
|            | Estadísticas Michael Smith (24) Charles Mitchell (12) Charles Mitchell (5) | Reporte Pts Reb Asts                  | Estadísticas (23) Tyrone White (10) Deion McClenton (4) Tyrone White | Pabellón: Gimnasio MBA |  |

| 13 de marzo | Pioneros de Delicias                                                          | 108–102                                            | Dorados de Chihuahua                                                     | Delicias, Chihuahua                      |  |
| 20:30       | Parciales: 24-22, 22-26, 27-25, 23-23 (T.E.: 12-6)                            | Parciales: 24-22, 22-26, 27-25, 23-23 (T.E.: 12-6) | Parciales: 24-22, 22-26, 27-25, 23-23 (T.E.: 12-6)                       |                                          |  |
|             | Estadísticas Tyrone White (34) Deion McClenton (21) T. White, A. Campbell (5) | Reporte Pts Reb Asts                               | Estadísticas (25) Charles Mitchell (9) Charles Mitchell (6) Jaron Martin | Pabellón: Gimnasio Municipal de Delicias |  |

| 14 de marzo | Pioneros de Delicias                                                    | 104–101                               | Dorados de Chihuahua                                                         | Delicias, Chihuahua                      |  |
| 20:30       | Parciales: 23-18, 30-29, 16-25, 35-29                                   | Parciales: 23-18, 30-29, 16-25, 35-29 | Parciales: 23-18, 30-29, 16-25, 35-29                                        |                                          |  |
|             | Estadísticas Raphiael Putney (24) Raphiael Putney (11) Raúl Delgado (9) | Reporte Pts Reb Asts                  | Estadísticas (30) Jaron Martin (10) Charles Mitchell (4) F. Jaimes, M. Smith | Pabellón: Gimnasio Municipal de Delicias |  |

| 16 de marzo | Dorados de Chihuahua                                                   | 100–86                                | Pioneros de Delicias                                                 | Chihuahua, Chihuahua   |  |
| 16:00       | Parciales: 30-15, 20-24, 26-24, 24-23                                  | Parciales: 30-15, 20-24, 26-24, 24-23 | Parciales: 30-15, 20-24, 26-24, 24-23                                |                        |  |
|             | Estadísticas Jaron Martin (33) Charles Mitchell (14) Michael Smith (6) | Reporte Pts Reb Asts                  | Estadísticas (23) Tyrone White (15) Deion McClenton (9) Tyrone White | Pabellón: Gimnasio MBA |  |

#### Semifinales

##### (1)Apaches de Chihuahuavs. (4)Pioneros de Delicias
| 20 de marzo | Apaches de Chihuahua                                                       | 114–95                                | Pioneros de Delicias                                                    | Chihuahua, Chihuahua                  |  |
| 20:00       | Parciales: 35-35, 27-16, 27-26, 25-18                                      | Parciales: 35-35, 27-16, 27-26, 25-18 | Parciales: 35-35, 27-16, 27-26, 25-18                                   |                                       |  |
|             | Estadísticas Karim Rodríguez (31) Héctor Hernández (10) Jamari Wheeler (8) | Reporte Pts Reb Asts                  | Estadísticas (21) Deion McClenton (15) Deion McClenton (7) Raúl Delgado | Pabellón: Gimnasio Rodrigo M. Quevedo |  |

| 21 de marzo | Apaches de Chihuahua                                                      | 143–102                               | Pioneros de Delicias                                            | Chihuahua, Chihuahua                  |  |
| 20:00       | Parciales: 39-25, 38-22, 41-28, 25-27                                     | Parciales: 39-25, 38-22, 41-28, 25-27 | Parciales: 39-25, 38-22, 41-28, 25-27                           |                                       |  |
|             | Estadísticas Sebastián Reynoso (25) Irving Martínez (12) Jimond Ivey (10) | Reporte Pts Reb Asts                  | Estadísticas (24) Jesús Coria (10) Jesús Coria (9) Diego García | Pabellón: Gimnasio Rodrigo M. Quevedo |  |

| 27 de marzo | Pioneros de Delicias                                                    | 100–138                               | Apaches de Chihuahua                                                 | Delicias, Chihuahua                      |  |
| 20:30       | Parciales: 22-46, 22-31, 33-30, 23-31                                   | Parciales: 22-46, 22-31, 33-30, 23-31 | Parciales: 22-46, 22-31, 33-30, 23-31                                |                                          |  |
|             | Estadísticas Raúl Delgado (33) Alexander Campbell (8) Diego García (14) | Reporte Pts Reb Asts                  | Estadísticas (18) Makhi Mitchell (10) Makhi Mitchell (8) Jimond Ivey | Pabellón: Gimnasio Municipal de Delicias |  |

##### (3)Dorados de Chihuahuavs. (5)Toros Laguna
| 22 de marzo | Dorados de Chihuahua                                                   | 96–88                                 | Toros Laguna                                                               | Chihuahua, Chihuahua   |  |
| 18:00       | Parciales: 23-25, 27-29, 36-20, 10-14                                  | Parciales: 23-25, 27-29, 36-20, 10-14 | Parciales: 23-25, 27-29, 36-20, 10-14                                      |                        |  |
|             | Estadísticas José Estrada (22) Charles Mitchell (11) Michael Smith (7) | Reporte Pts Reb Asts                  | Estadísticas (25) Gabriel Girón (11) Gerard De Vaughn (13) Jerime Anderson | Pabellón: Gimnasio MBA |  |

| 23 de marzo | Dorados de Chihuahua                                                        | 104–97                                | Toros Laguna                                                                      | Chihuahua, Chihuahua   |  |
| 18:00       | Parciales: 29-21, 27-30, 20-24, 28-22                                       | Parciales: 29-21, 27-30, 20-24, 28-22 | Parciales: 29-21, 27-30, 20-24, 28-22                                             |                        |  |
|             | Estadísticas J. Marin, M. Smith (26) Charles Mitchell (11) José Estrada (6) | Reporte Pts Reb Asts                  | Estadísticas (29) Gabriel Girón (8) Jonathan Machado (8) J. Anderson, J. J. Avila | Pabellón: Gimnasio MBA |  |

| 28 de marzo | Toros Laguna                                                                 | 103–109                               | Dorados de Chihuahua                                                         | Torreón, Coahuila                     |  |
| 20:00       | Parciales: 34-29, 20-21, 20-29, 29-30                                        | Parciales: 34-29, 20-21, 20-29, 29-30 | Parciales: 34-29, 20-21, 20-29, 29-30                                        |                                       |  |
|             | Estadísticas Gerard De Vaughn (25) Gerard De Vaughn (12) Jerime Anderson (7) | Reporte Pts Reb Asts                  | Estadísticas (23) Jaron Martin (9) Charles Mitchell (5) J. Estrada, M. Smith | Pabellón: Auditorio Municipal Torreón |  |

#### Finales

##### (1)Apaches de Chihuahuavs. (3)Dorados de Chihuahua
| 4 de abril | Apaches de Chihuahua                                                 | 83–106                                | Dorados de Chihuahua                                                          | Chihuahua, Chihuahua                  |  |
| 20:00      | Parciales: 32-28, 16-20, 21-35, 14-23                                | Parciales: 32-28, 16-20, 21-35, 14-23 | Parciales: 32-28, 16-20, 21-35, 14-23                                         |                                       |  |
|            | Estadísticas Makhi Mitchell (25) Makhi Mitchell (15) Jimond Ivey (7) | Reporte Pts Reb Asts                  | Estadísticas (25) Michael Smith II (13) Charles Mitchell (6) Michael Smith II | Pabellón: Gimnasio Rodrigo M. Quevedo |  |

| 5 de abril | Apaches de Chihuahua                                                          | 117–99                                | Dorados de Chihuahua                                                                       | Chihuahua, Chihuahua                  |  |
| 19:00      | Parciales: 31-29, 25-17, 36-30, 25-23                                         | Parciales: 31-29, 25-17, 36-30, 25-23 | Parciales: 31-29, 25-17, 36-30, 25-23                                                      |                                       |  |
|            | Estadísticas Jimond Ivey (33) Makhi Mitchell (7) K. Rodríguez, J. Wheeler (6) | Reporte Pts Reb Asts                  | Estadísticas (25) Michael Smith II (9) M. Smith II, C. Mitchell (3) M. Smith II, J. Martin | Pabellón: Gimnasio Rodrigo M. Quevedo |  |

| 9 de abril | Dorados de Chihuahua                                                      | 100–93                                | Apaches de Chihuahua                                                   | Chihuahua, Chihuahua   |  |
| 20:00      | Parciales: 24-28, 26-27, 27-13, 23-25                                     | Parciales: 24-28, 26-27, 27-13, 23-25 | Parciales: 24-28, 26-27, 27-13, 23-25                                  |                        |  |
|            | Estadísticas Jaron Martin (28) Charles Mitchell (12) Michael Smith II (7) | Reporte Pts Reb Asts                  | Estadísticas (23) Makhi Mitchell (12) Brayan Martínez (10) Jimond Ivey | Pabellón: Gimnasio MBA |  |

| 10 de abril | Dorados de Chihuahua                                                              | 105–101                               | Apaches de Chihuahua                                                     | Chihuahua, Chihuahua   |  |
| 20:00       | Parciales: 28-25, 28-22, 25-23, 24-31                                             | Parciales: 28-25, 28-22, 25-23, 24-31 | Parciales: 28-25, 28-22, 25-23, 24-31                                    |                        |  |
|             | Estadísticas C. Mitchell, M. Smith II (17) Charles Mitchell (11) Jaron Martin (8) | Reporte Pts Reb Asts                  | Estadísticas (28) Makhi Mitchell (11) Makhi Mitchell (12) Jamari Wheeler | Pabellón: Gimnasio MBA |  |

| 14 de abril | Apaches de Chihuahua                                                             | 116–86                                | Dorados de Chihuahua                                                             | Chihuahua, Chihuahua                  |  |
| 20:00       | Parciales: 27-25, 26-18, 35-13, 28-30                                            | Parciales: 27-25, 26-18, 35-13, 28-30 | Parciales: 27-25, 26-18, 35-13, 28-30                                            |                                       |  |
|             | Estadísticas J. Wheeler, J. Ivey (21) Sebastián Reynoso (11) Karim Rodríguez (7) | Reporte Pts Reb Asts                  | Estadísticas (16) J. Estrada, M. Smith II (9) Charles Mitchell (3) Jaron Michael | Pabellón: Gimnasio Rodrigo M. Quevedo |  |

| 15 de abril | Dorados de Chihuahua                                                   | 93–82                                 | Apaches de Chihuahua                                                    | Chihuahua, Chihuahua   |  |
| 20:00       | Parciales: 27-20, 18-23, 21-22, 27-17                                  | Parciales: 27-20, 18-23, 21-22, 27-17 | Parciales: 27-20, 18-23, 21-22, 27-17                                   |                        |  |
|             | Estadísticas Jordan Glynn (22) Fabián Jaimes (10) Michael Smith II (8) | Reporte Pts Reb Asts                  | Estadísticas (19) Makhi Mitchell (7) Makhi Mitchell (6) Karim Rodríguez | Pabellón: Gimnasio MBA |  |